# Richard Williams
Richard Edmund Williams, född 19 mars 1933 i Toronto, Ontario, död 16 augusti 2019 i Bristol, var en kanadensisk-brittisk animatör och regissör. Williams är bland annat känd för den ofullbordade filmen The Thief and the Cobbler och för de animerade inslagen i Vem satte dit Roger Rabbit (1988).

## Filmografi i urval

### Animerade kort- och långfilmer
- Den lilla ön (1958) (regissör, manusförfattare, producent, animatör)
- Love Me, Love Me, Love Me (1962) (regissör, producent, animatör)
- A Lecture on Man (1962) (regissör, manusförfattare, producent, animatör)
- The Apple (1963) (designer, storyboardartist)
- The Dermis Probe (1965) (regissör, manusförfattare, redigering)
- The Sailor and the Devil (1965) (producent)
- The Ever-Changing Motor Car (1965) (manusförfattare)
- A Christmas Carol (TV-film) (1971) (regissör, producent) (Oscarsbelönad)
- Raggedy Ann & Andy: A Musical Adventure (1977) (regissör, production supervisor, animatör)
- Ziggy's Gift (TV-film) (1982) (regissör, producent, röst till Crooked Santa)
- Bugs Bunny's Wild World of Sports (TV-special) (1988) (assisterande animatör)
- Vem satte dit Roger Rabbit (1988) (animationsregissör, röst till Droopy)
- Tummy Trouble (1989) (röst till Droopy)
- The Thief and the Cobbler (1993) (regissör, manusförfattare, producent, huvudanimatör, röst till Laughing Brigand)
- Circus Drawings (2010) (regissör, animatör)
- Prologue (kortfilm) (2015) (regissör, animatör) (Oscarsnominerad)

### Titeldesign i spelfilmer
- Hej Pussycat (1965) (titlar)
- Operation "Likvidering" (1965) (titlar)
- En kul grej hände på väg till Forum (1966) (titeldesigner)
- Spionen med den kalla nosen (1966) (titeldesigner)
- Casino Royale (1967) (titlar, montageeffekter)
- Sebastian (1968) (titlar)
- Brudar på hjärnan (1968) (titeldesigner)
- De tappra 600 (1968) (titelanimation)
- Storken på villovägar (1968) (titlar)
- Can Heironymus Merkin Ever Forget Mercy Humppe and Find True Happiness? (1969) (animationsregissör: titelsekvens)
- Het på gröten (1970) (titlar och animerade sekvenser)
- Den Rosa Pantern kommer tillbaka (1975) (titelanimation)
- Rosa Pantern slår igen (1976) (titelanimation)